# Oncidium brandtii
Oncidium brandtii är en orkidéart som först beskrevs av Friedrich Fritz Wilhelm Ludwig Kraenzlin och Max Carl Ludwig Wittmack, och fick sitt nu gällande namn av Mark W. Chase och Norris Hagan Williams. Oncidium brandtii ingår i släktet Oncidium och familjen orkidéer. Inga underarter finns listade i Catalogue of Life.